# Jesús predice su muerte

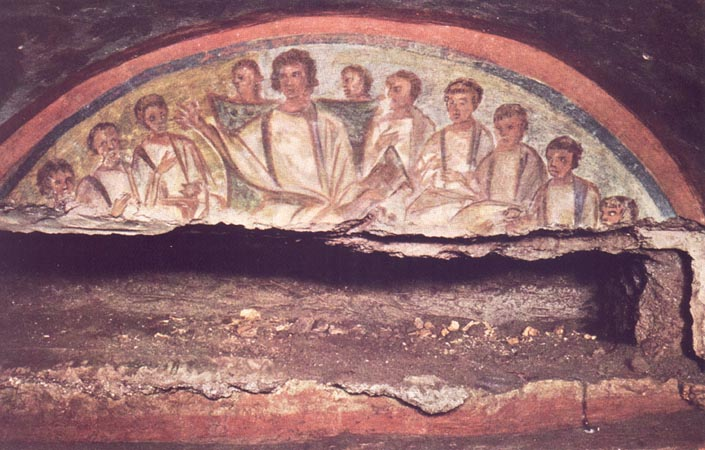
Pintura paleocristiana de las Catacumbas de Jesús y sus discípulos, anterior al.

Hay varias referencias en los Evangelios Sinópticos (los evangelios de Mateo, Marcos y Lucas) a Jesús prediciendo su propia muerte, las dos primeras ocasiones muestra la predicción final de su crucifixión. El Evangelio de Mateo añade una predicción, antes de que él y sus discípulos entren en Jerusalén, de que será crucificado allí.

## Evangelio de Marcos
En el Evangelio de Marcos, generalmente acordado como el Evangelio más antiguo, escrito alrededor del año 70,. Jesús predice su muerte tres veces. Los estudiosos señalan que este Evangelio también contiene versos en los que Jesús parece predecir su Pasión y sugieren que éstos representan las tradiciones más tempranas de las que disponía el autor/ Algunos estudiosos, como Walter Schmithals, sugieren una formulación redaccional del autor, aunque Schmithals afirma que hay vexxing cuestiones relacionadas con los dichos. Mientras tanto, otros eruditos analizan estos argumentos y presentan una visión diferente, y creen que estos dichos son históricos. En definitiva, no ha surgido ningún consenso entre los estudiosos. El escenario de la primera predicción está en algún lugar cerca de Cesarea de Filipo, inmediatamente después de que el Pedro proclame a Jesús como el Mesías. Jesús dice a sus seguidores que "el Hijo del hombre debe sufrir muchas cosas y ser rechazado por los ancianos, los sumos sacerdotes y los maestros de la ley, y que debe ser matado y después de tres días resucitar". Cuando Pedro se opone, Jesús le dice: ¡"Apártate de mí, Satanás! No tienes en mente las cosas de Dios, sino las de los hombres". (8:31-33)

## Evangelio de Mateo
El Evangelio de 16:21-28 incluye este episodio, diciendo que Jesús "desde entonces", es decir, en varias ocasiones, Jesús comenzó a mostrar a sus discípulos que debía ir a Jerusalén y sufrir muchas cosas por parte de los ancianos y de los jefes de los sacerdotes y de los escribas, y ser asesinado....
El Evangelio de 9:22-27 acorta el relato, dejando de lado el diálogo entre Jesús y Pedro.
Cada vez que Jesús predice la su arresto y muerte, los discípulos manifiestan de un modo u otro su incomprensión, y Jesús aprovecha la ocasión para enseñarles cosas nuevas. La segunda advertencia aparece en 9:30-32 (y también en Mateo) como sigue:

Les dijo: El Hijo del Hombre va a ser entregado en manos de los hombres. Lo matarán, y después de tres días resucitará". Pero ellos no entendían lo que quería decir y tenían miedo de preguntarle al respecto.

La tercera predicción en 20:17-19 menciona específicamente la crucifixión:

Cuando Jesús subía a Jerusalén, tomó aparte a los doce discípulos y les dijo: "Vamos a subir a Jerusalén, y el Hijo del Hombre será entregado a los sumos sacerdotes y a los maestros de la ley. Lo condenarán a muerte y lo entregarán a los gentiles para que lo escarnezcan, lo azoten y lo crucifiquen. Al tercer día resucitará.

La cuarta predicción de Mateo se encuentra en 26:1-2, inmediatamente antes del complot hecho contra él por los líderes religiosos judíos:
Como sabéis, faltan dos días para la Pascua, y el Hijo del Hombre será entregado para ser crucificado.
La hipotética fuente Q, ampliamente considerada por los estudiosos como una colección de dichos de Jesús utilizada, además del Evangelio de Marcos, por los autores de los Evangelios de Lucas y Mateo, no contiene ninguna predicción sobre la muerte de Jesús.

## Evangelio de Juan
En la conversación con Nicodemo en el Evangelio de Juan, Jesús señaló a Nicodemo hacia su muerte cuando dijo 
Como Moisés levantó la serpiente en el desierto, así debe ser levantado el Hijo del Hombre
.
Jesús estaba insinuando que le ocurriría algo parecido a lo que ocurre en Números 21:4-9, donde Moisés levantó una estatua de bronce de una serpiente en un poste. 
En el Evangelio de Juan entre los capítulos 12 al 17, también menciona varias ocasiones en las que Jesús preparó a sus discípulos para su partida, a lo que el evangelio también se refiere como su glorificación:

Jesús les respondió diciendo: "Ha llegado la hora de que el Hijo del Hombre sea glorificado. Os aseguro que si el grano de trigo no cae en la tierra y muere, queda solo; pero si muere, produce mucho grano.

## Comparación de las predicciones de los Evangelios Sinópticos
En cada uno de los Evangelios sinópticos, Jesús predice su propia muerte y resurrección después de tres días. Las concordancias se resumen en la siguiente tabla:
| Mateo | Marcos | Lucas |
| --- | --- | --- |
| Mateo 16:21-23: Desde entonces, Jesús comenzó a mostrar a sus discípulos que debía ir a Jerusalén, y sufrir muchas cosas de parte de los ancianos, de los sumos sacerdotes y de los escribas, y ser muerto, y resucitar al tercer día. Entonces Pedro, tomándole aparte, comenzó a reprenderle, diciendo: Lejos de ti, Señor, no te sucederá esto. Pero Él, volviéndose, dijo a Pedro: ¡Apártate de mí, Satanás! Me ofendes, porque no te fijas en las cosas de Dios, sino en las de los hombres. | Marcos 8:31-33: Y comenzó a enseñarles que era necesario que el Hijo del Hombre padeciera muchas cosas, y que fuera rechazado por los ancianos, los sumos sacerdotes y los escribas, y que fuera muerto, y que resucitara después de tres días. Esta palabra la dijo abiertamente. Entonces Pedro lo llevó aparte y comenzó a reprenderlo. Pero cuando se volvió y miró a sus discípulos, reprendió a Pedro, diciendo: ¡Apártate de mi, Satanás! Porque no te fijas en las cosas de Dios, sino en las de los hombres.       | Lucas 9:21-22: Y les advirtió estrictamente y les ordenó que no dijeran esto a nadie, diciendo: Es necesario que el Hijo del Hombre padezca muchas cosas, y que sea desechado por los ancianos, por los jefes de los sacerdotes y por los escribas, y que sea muerto, y que resucite al tercer día. NKJV |
| Mateo 17:22-23: Mientras estaban en Galilea, Jesús les dijo: El Hijo del Hombre va a ser entregado en manos de los hombres, y lo matarán, y al tercer día resucitará. Y se entristecieron mucho. NKJV | Marcos 9:30-32: Entonces partieron de allí y pasaron por Galilea, y no quería que nadie lo supiera. Porque enseñaba a sus discípulos y les decía: El Hijo del Hombre va a ser entregado en manos de los hombres, y lo matarán. Y después de muerto, resucitará al tercer día. Pero ellos no entendían estas palabras, y tenían miedo de preguntarle. | Lucas 9:43-45: Pero mientras todos se maravillaban de todas las cosas que Jesús hacía, dijo a sus discípulos: Que estas palabras os penetren en los oídos, porque el Hijo del Hombre va a ser entregado en manos de los hombres. Pero ellos no entendían esta palabra, y se les ocultaba para que no la percibieran; y tenían miedo de preguntarle acerca de esta palabra.NKJV                                                      |
| Mateo 20:17-19: Subiendo Jesús a Jerusalén, tomó aparte a los doce discípulos en el camino y les dijo: He aquí que subimos a Jerusalén, y el Hijo del Hombre será entregado a los sumos sacerdotes y a los escribas, y ellos lo condenarán a muerte, y lo entregarán a los gentiles para que lo escarnezcan, lo azoten y lo crucifiquen. Y al tercer día resucitará. NKJV | Marcos 10:32-34: Iban por el camino, subiendo a Jerusalén, y Jesús iba delante de ellos; y estaban asombrados. Y mientras le seguían tenían miedo. Entonces volvió a tomar a los doce aparte y comenzó a contarles las cosas que le iban a suceder: He aquí que subimos a Jerusalén, y el Hijo del Hombre será entregado a los jefes de los sacerdotes y a los escribas, y le condenarán a muerte y le entregarán a los gentiles; se burlarán de él, le azotarán, le escupirán y le matarán. Y al tercer día resucitaráNKJV | Lucas 18:31-34: Entonces tomó a los doce aparte y les dijo: Mirad, vamos a subir a Jerusalén, y se cumplirán todas las cosas que están escritas por los profetas acerca del Hijo del Hombre. Porque será entregado a los gentiles y será escarnecido, insultado y escupido. Lo azotarán y lo matarán. Y al tercer día resucitará. Pero ellos no entendían nada de esto; este dicho les era oculto, y no sabían lo que se decía.NKJV |
| Mateo 26:32 'Pero cuando haya resucitado, iré delante de vosotros a Galilea. | | |

Como se muestra en el misal romano de la Iglesia católica, la predicción dada por Jesús en Marcos 9:32 tiene una de sus principales referencias en el Sabiduría de Salomón:

12 Por lo tanto, acechemos al justo, porque no es para nuestro turno, y es limpio en contra de nuestras acciones; él nos acusa de nuestra ofensa a la ley, y objeta a nuestra infamia las transgresiones de nuestra educación.

17 Veamos si sus palabras son verdaderas; y probemos lo que sucederá en su fin. Porque si el justo es hijo de Dios, él lo ayudará y lo librará de la mano de sus enemigos. Examinémosle con desprecio y tormento, para conocer su mansedumbre, y probar su paciencia. Condenémosle con una muerte vergonzosa, pues por su propio dicho será respetado.
Libro de la Sabiduría 2:12, 17-20 (KJV translation)

## Contexto histórico
Jesús hizo predicciones sobre el Hijo del Hombre. Se trata de un término hebreo con cinco significados diferentes, dependiendo del contexto en el que se utilice: toda la humanidad (la humanidad en su conjunto), un ser humano (un hombre, por oposición a Dios), un pronombre personal ("yo", "yo mismo"), un pecador (una persona injusta, por oposición a una persona justa), y el mesías (el rey esperado).
Jesús predijo que el «Hijo del Hombre» sería entregado/traicionado a los ancianos, los sumos sacerdotes, los escribas y los maestros de la ley. En el período del Segundo Templo, los miembros del Sanedrín eran llamados "ancianos"," un sumo sacerdote era un "jefe de los sacerdotes," y los sucesores de  Esdras el escriba - que se convirtieron en maestros de la ley en aquellos días- fueron llamados los "escribas"." El capítulo 18 del Evangelio de Juan relatan que Jesús fue juzgado por los dos sumos sacerdotes de la época, Anás y Caifás.
Jesús también predijo que el Hijo del Hombre sería crucificado por los romanos/gentiles. La palabra hebrea  gentil significa pueblo no judío. El judaísmo no permite la crucifixión como medio de castigo, pero el derecho romano antiguo sí permitía crucificar a ciertas personas, como los esclavos y los piratas.